# Кросвил (Тенеси)
Кросвил (енгл. Crossville) град је у америчкој савезној држави Тенеси.

## Демографија
По попису из 2010. године број становника је 10.795, што је 1.814 (20,2%) становника више него 2000. године.
| Група             | 2000.         | 2010.         |
| Белци             | 8.614 (95,9%) | 9.882 (91,5%) |
| Афроамериканци    | 13 (0,1%)     | 53 (0,5%)     |
| Азијати           | 31 (0,3%)     | 99 (0,9%)     |
| Хиспаноамериканци | 218 (2,4%)    | 597 (5,5%)    |
| Укупно            | 8.981         | 10.795        |